# Vila-rodona
Vila-rodona è un comune spagnolo di 1 001 abitanti situato nella comunità autonoma della Catalogna.